# Condado de Guthrie
O Condado de Guthrie é um dos 99 condados do estado norte-americano do Iowa. A sede de condado é Guthrie Center, que é também a sua maior cidade. O condado tem uma área de 1536 km² (dos quais 6 km² estão cobertos por água), uma população de 10 954 habitantes, e uma densidade populacional de 7,1 hab/km² (segundo o censo nacional de 2010). O condado foi fundado em 1851 e o seu nome é uma homenagem a Edwin B. Guthrie, militar que morreu na Guerra Mexicano-Americana.